# Udda taktarter
Udda taktarter brukar man i svensk folkmun kalla de taktarter som är ovanligare i just svensk och västerländsk populär- och konstmusik. 
Till de "vanligare taktarterna" hör (men begränsas ej till) 4/4, 3/4, 2/4, 6/8. Övriga taktarter som låter naturliga för det västerländska örat är till exempel: 12/8, 9/8, 8/8, 3/2. En låts eller kompositions tempo, arrangemang och betoningar är också avgörande för hur lyssnaren uppfattar taktarten.
- Sjutakt är i sammanhanget en rätt vanlig "udda taktart", och underdelas vanligen 3+4 eller 4+3. Den långsammare sjutakten är vanlig i västerländsk populärmusik (t.ex: Pink Floyd - "Money") och den snabba varianten förekommer rikligt i t.ex. östeuropeisk folkmusik.
- Femtakt förekommer också den i en mängd kulturers folkmusik, och även i västerländsk populärmusik och jazz. Den vanligaste underdelningen är 3+2, även 2+3 förekommer inom olika kompstilar. Några exempel är "Take 5" skriven av Paul Desmond (inspelad av Dave Brubeck Quartet) och Sting - "Seven Days".
- Niotakt uppdelas ibland 5+4 och 4+5 Mer ovanliga uppdelningar likt 4+4+1 förekommer också. Det är också sannolikt att det är någon av dessa en teoretiskt kunnig musiker syftar på när man använder termen niotakt. Niotakt är också en möjlig benämning på en 'tretakt med triolunderdelning', där varje pulsslag har tre underdelningar. Det kan vara väldigt behjälpligt i notläsning (3+3+3) om rytmiken i låten är triol-underdelad.
- Elvatakt är mindre vanlig i västerländsk musik, men förekommer ofta i t.ex. östeuropeisk musik. Den består av två 4/4-takter och en 3/4-takt, vanligtvis fördelade 4+3+4. Den noteras oftast 11/8 eller 11/16.

Antalet "udda taktarter" är som synes i det närmaste oändligt, eftersom det går att fritt konstruera nya taktarter efter eget önskemål. Det praktiska användandet av taktarten kan dock begränsas av att lyssnaren (medvetet och omedvetet) letar efter uppdelningar av inkommande musikalisk information. 
Är en musikalisk period för lång, utan återkommande rytmiska eller harmoniska mönster som skulle insinuera en taktart, kan musiken istället noteras utan taktart och taktstreck. 
Är en taktart komplicerad och har betoningar på taktens olika slag som är återkommande är sannolikheter överhängande att man uppfattar en taktart som en sammanslagning av flera olika taktarter kombinerat. Då är det vanligt att underdela takten i bitar (ofta inte större än 8-10 pulsslag) för att lyssnaren lättare kan uppfatta mönster. En "tjugosjutakt" skulle eventuellt i praktiken kunna noteras som 9+9+9 och dyl.
Några exempel på konstruerade taktarter:
- Femtontakt förekommer t.ex. i låten Tubular Bells av Mike Oldfield.
- Nittontakt förekommer t.ex. i låten Home av Dream Theater. Underdelningen är 8+8+3. En taktart med liknande underdelning är trettiofemtakt, där underdelningen är 8+8+8+8+3 (denna förekommer exempelvis i låten Ignotus per Ignotium av Planet X).

## Kuriosa
Fler exempel med av udda taktarter:
Signaturmelodin till TV-serien Alfons Åberg, komponerad av Georg Riedel. Det första temat (A) alternerar mellan fyrtakt (4/4) och sjutakt (4+3/8). Därefter följer ett tema (B) med tre 'elvataktsperioder' (4/4 + 3/8) och ett avslutande tema (C) i 'niotakt' (3/4 + 3/8).
Låten 'Everything's alright' från musikalen "Jesus Christ Superstar" går i femtakt.